# War Robots
War Robots (anteriorment anomenat Walking War Robots) és un joc freemium app desenvolupat i publicat pel desenvolupador de jocs rus Pixonic. És un videojoc d'acció en tercera persona amb batalles multijugador en temps real en un camp de Batalla en línia (MOBA). Els jugadors operen robots BattleTech-com en un camp de batalla. Primer fou llençat per iOS el 2014 i després per Android l'any 2015.